# Olimp (organizacja)

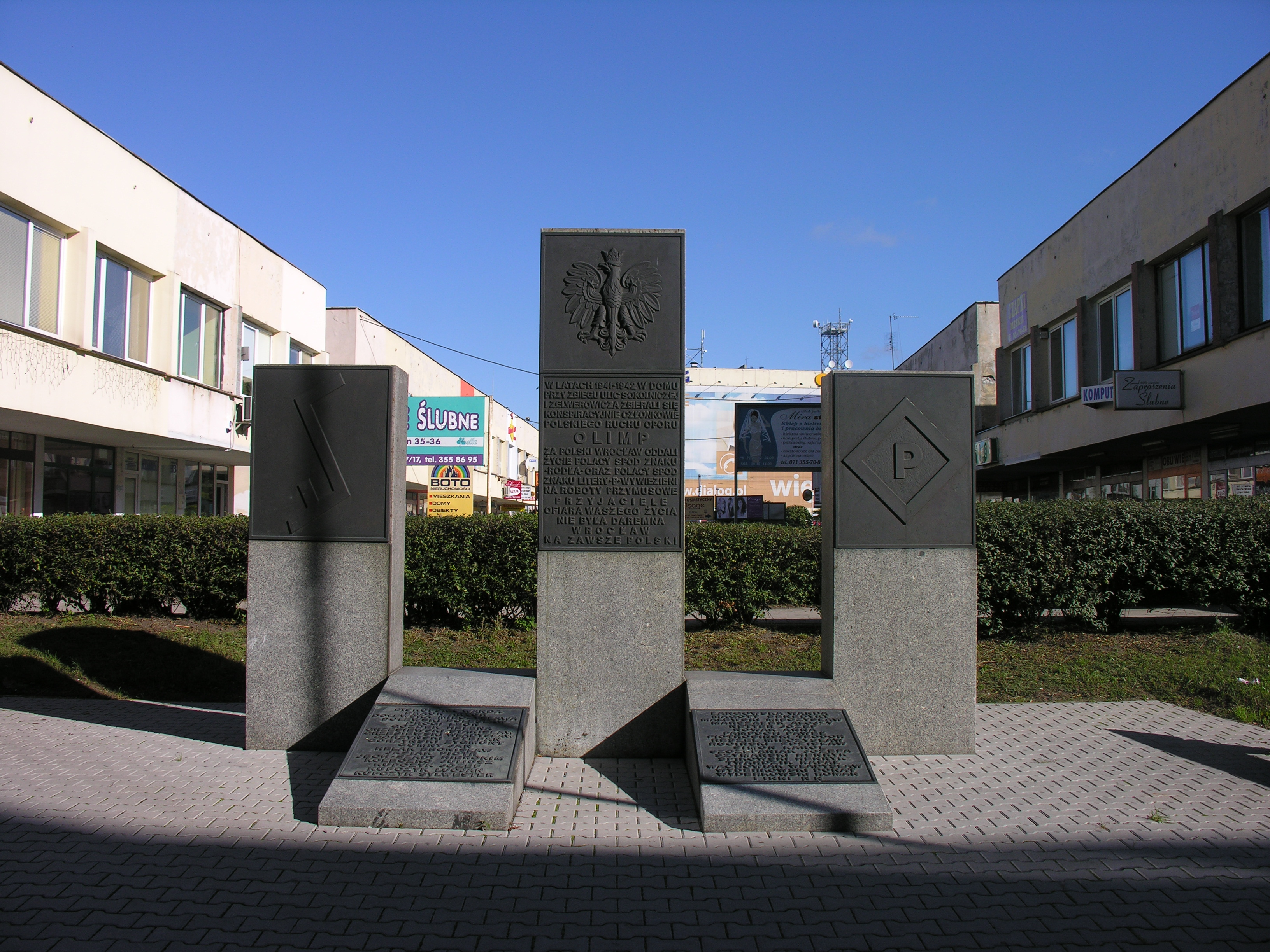
Pomnik organizacji Olimp we Wrocławiu, róg ulic Zelwerowicza i Sokolniczej

Olimp – polska organizacja konspiracyjna, działająca podczas II wojny światowej we Wrocławiu.

## Historia
Organizacja „Olimp” została założona w 1941 roku. Należeli do niej członkowie miejscowej Polonii, Górnoślązacy i przebywający we Wrocławiu na robotach przymusowych Wielkopolanie. Członkowie organizacji zbierali  informacje wywiadowcze, organizowali akcje sabotażowe, pomagali polskim robotnikom. W skład ścisłego kierownictwa wchodzili  m.in. Stanisław Grzesiewski, Rafał Twardzik, bracia Wyderkowscy, Alojzy Marszałek, Edward Damczyk i Felicyta Podlakówna. W 1942 roku gestapo aresztowało 90 członków „Olimpu”.
Do obozu koncentracyjnego w Gross-Rosen wysłano z wyrokami śmierci około 20 członków organizacji. Blisko 40 osób wysłano do Auschwitz-Birkenau, a 10 do Mauthausen.

## Pomnik organizacji "Olimp"
Pomnik przedstawia trzy granitowe sześciany. Na najwyższym środkowym sześcianie widnieje tablica z orłem białym i inskrypcją. Pozostałe dwa niższe są ozdobione znakiem „rodła” (przed II wojną używanym przez Związek Polaków Niemczech) oraz literą „P” (oznaczającą polskich robotników przymusowych w Niemczech). Pomiędzy nimi możemy dostrzec dwa pomniki z tablicami upamiętniającymi zamordowanych.
Pomnik upamiętniające organizację „Olimp” odsłonięto w 1989 roku, Został on ustawiony w miejscu, gdzie przed wojną mieściła się kamienica, w której zbierali się członkowie organizacji (wówczas Jahnstrasse 19). Autorem pomnika jest Janusz Kucharski.
W 2005 roku Rada Osiedla Szczepin objęła pomnik opieką, zlecając prace porządkowe i konserwatorskie, aby przywrócić mu dawny wygląd.
Przy pomniku corocznie organizowane są lokalne uroczystości patriotyczne, upamiętniające przedwojenną niemiecką Polonię, oraz pracowników przymusowych wywiezionych do Niemiec podczas wojny. Jest on obecny w przewodnikach miejskich i bywa odwiedzany podczas imprez patriotyczno-edukacyjnych.